# Godardia celadon
Godardia celadon är en fjärilsart som beskrevs av Le Cerf 1923. Godardia celadon ingår i släktet Godardia och familjen praktfjärilar. Inga underarter finns listade i Catalogue of Life.